# Comuna Lessebo
Lessebo (Lessebo kommun) este o comună din comitatul Kronobergs län, Suedia, cu o populație de 8.059 locuitori (2013).

## Geografie

### Zone urbane
Lista celor mai mari zone urbane din comună (anul 2015) conform Biroului Central de Statistică al Suediei:
| Nr | Zona urbană | Pop.  |
| -- | ----------- | ----- |
| 1  | Hovmantorp  | 3.082 |
| 2  | Lessebo     | 2.857 |
| 3  | Kosta       | 985   |
| 4  | Skruv       | 586   |

## Demografie
| \| Evoluția demografică în comuna Lessebo, 1970–2015 \| Evoluția demografică în comuna Lessebo, 1970–2015 \| Evoluția demografică în comuna Lessebo, 1970–2015 \| Evoluția demografică în comuna Lessebo, 1970–2015 \| Evoluția demografică în comuna Lessebo, 1970–2015 \| \| ----------------------------------------------------------------------------------------------------- \| ------------------------------------------------- \| ------------------------------------------------- \| ------------------------------------------------- \| ------------------------------------------------- \| \| An \| \| \| Locuitori \| \| \| 1970 \| 1970 \| \| 8449 \| 8449 \| \| 1975 \| 1975 \| \| 8908 \| 8908 \| \| 1980 \| 1980 \| \| 9006 \| 9006 \| \| 1985 \| 1985 \| \| 8840 \| 8840 \| \| 1990 \| 1990 \| \| 8933 \| 8933 \| \| 1995 \| 1995 \| \| 8959 \| 8959 \| \| 2000 \| 2000 \| \| 8365 \| 8365 \| \| 2005 \| 2005 \| \| 8127 \| 8127 \| \| 2010 \| 2010 \| \| 8139 \| 8139 \| \| 2015 \| 2015 \| \| 8516 \| 8516 \| \| Sursa: SCB - Statistika Centralbyrån, Folkmängd efter region, civilstånd, ålder och kön. År 1968–2016 \| \| \| \| \| |      |  |           |      |
| Evoluția demografică în comuna Lessebo, 1970–2015 |      |  |           |      |
| An |      |  | Locuitori |      |
| 1970 | 1970 |  | 8449      | 8449 |
| 1975 | 1975 |  | 8908      | 8908 |
| 1980 | 1980 |  | 9006      | 9006 |
| 1985 | 1985 |  | 8840      | 8840 |
| 1990 | 1990 |  | 8933      | 8933 |
| 1995 | 1995 |  | 8959      | 8959 |
| 2000 | 2000 |  | 8365      | 8365 |
| 2005 | 2005 |  | 8127      | 8127 |
| 2010 | 2010 |  | 8139      | 8139 |
| 2015 | 2015 |  | 8516      | 8516 |
| Sursa: SCB - Statistika Centralbyrån, Folkmängd efter region, civilstånd, ålder och kön. År 1968–2016 |      |  |           |      |